# Beschneidung des Herrn

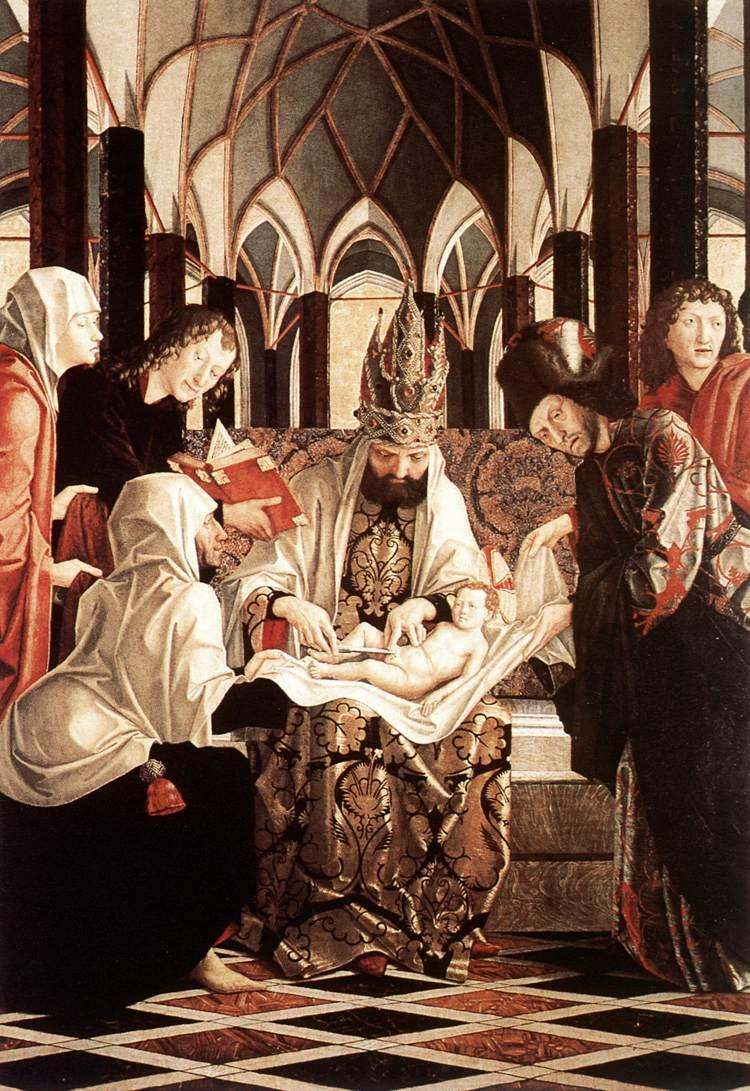
Darstellung um 1475 am Pacher-Altar in St. Wolfgang

Am Fest der Beschneidung des Herrn (lateinisch Circumcisio Domini), auch Beschneidungsfest (lateinisch Festum circumcisionis) genannt, gedenken mehrere christliche Konfessionen der Beschneidung Jesu acht Tage nach dem Fest seiner Geburt. Das Beschneidungsfest wird am 1. Januar gefeiert, dem Oktavtag von Weihnachten.

## Biblischer Bericht

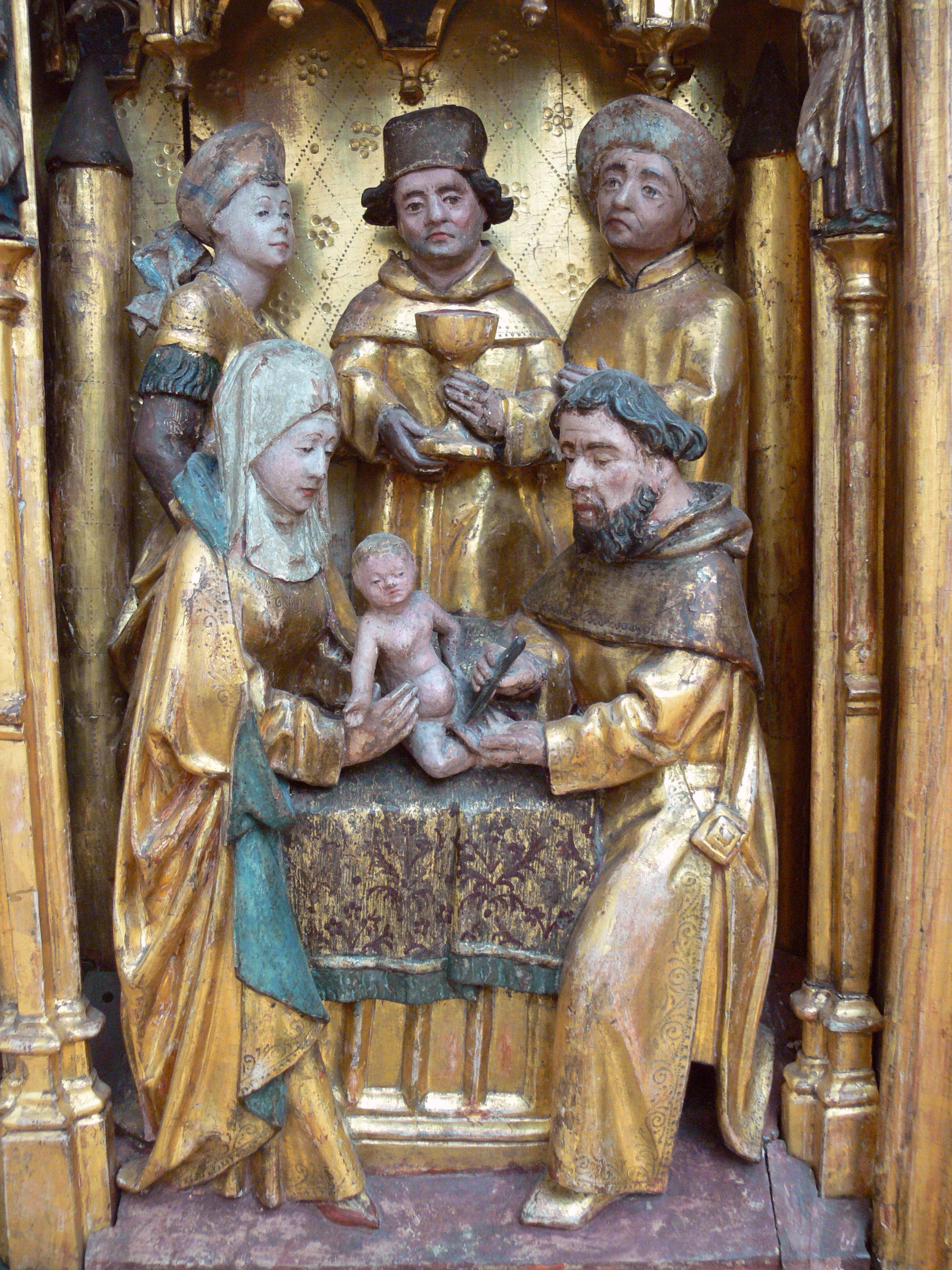
Beschneidung Jesu, Brabanter Flügelretabel, um 1480

Dass Jesus gemäß jüdischem Brauch (Gen 17,10–14 ) am achten Lebenstag beschnitten wurde, berichtet der Evangelist Lukas im zweiten Kapitel. Gleichzeitig, und darauf liegt in Lk 2,21  das Gewicht, sei ihm der Name Jesus gegeben worden.

## Geschichte des Festes
In der Auseinandersetzung mit den Doketisten, die die Inkarnation bestritten, galt die Beschneidung als Argument, dass Jesus Christus „wahrer Mensch und wahrer Gott“ ist.
In Spanien und Gallien bildete sich im Verlauf des 6. Jahrhunderts ein Fest „Beschneidung und Namensgebung des Herrn“ heraus, das im 12./13. Jahrhundert auch von Rom übernommen wurde. In der römisch-katholischen Kirche wurde das Fest bis zur Reform von 1969 gefeiert.

## Ikonographie
Die Szene der Beschneidung ist eine häufige Episode in Leben-Jesu-Zyklen, wird aber wegen der thematischen und formalen Nähe zur nicht identischen Darstellung des Herrn leicht mit dieser verwechselt. Meist wird nur eines der beiden Ereignisse dargestellt.

## Jahresanfang
Der heute übliche Jahresanfang am 1. Januar war im Mittelalter nur einer unter vielen gebräuchlichen. Mediävisten bezeichnen ihn als „Circumcisionsstil“.

## Gegenwart
In den orthodoxen Kirchen, der syrisch-orthodoxen Kirche und der syro-malabarischen Kirche wie auch der anglikanischen Kirche wird der Beschneidung und der Namensgebung Christi am 1. Januar auch heute noch gedacht, ebenso in einigen altkatholischen und evangelischen Kirchen. Die römisch-katholische Kirche begeht seit der erneuerten Grundordnung des Kirchenjahres von 1969 den 1. Januar als Oktavtag von Weihnachten und Hochfest der Gottesmutter Maria, das Tagesevangelium ist weiterhin Lukas 2,16–21 (Beschneidung Jesu). In Gruppierungen, die die Liturgie nach dem Missale Romanum von 1962 feiern, wird das Fest weiterhin am 1. Januar gefeiert.
Der Theologe Jan-Heiner Tück warb 2018 dafür, das Fest in der römisch-katholischen Kirche wiedereinzuführen: als Erinnerung an die jüdische Identität Jesu und – im Sinne der Ökumene – als Rückkehr zur Praxis der übrigen christlichen Kirchen, die das Fest der Beschneidung beibehielten. Der Theologe Manfred Hauke widersprach dessen Argumentation mit dem Hinweis, dass die damit einhergehende Abschaffung des derzeit im katholischen, liturgischen Kalender geltenden Hochfestes der Gottesmutter Maria das innig mit der Menschwerdung des Gottessohnes verknüpfte marianische Gedenken im Weihnachtsfestkreis aufheben würde.